# Karyotype

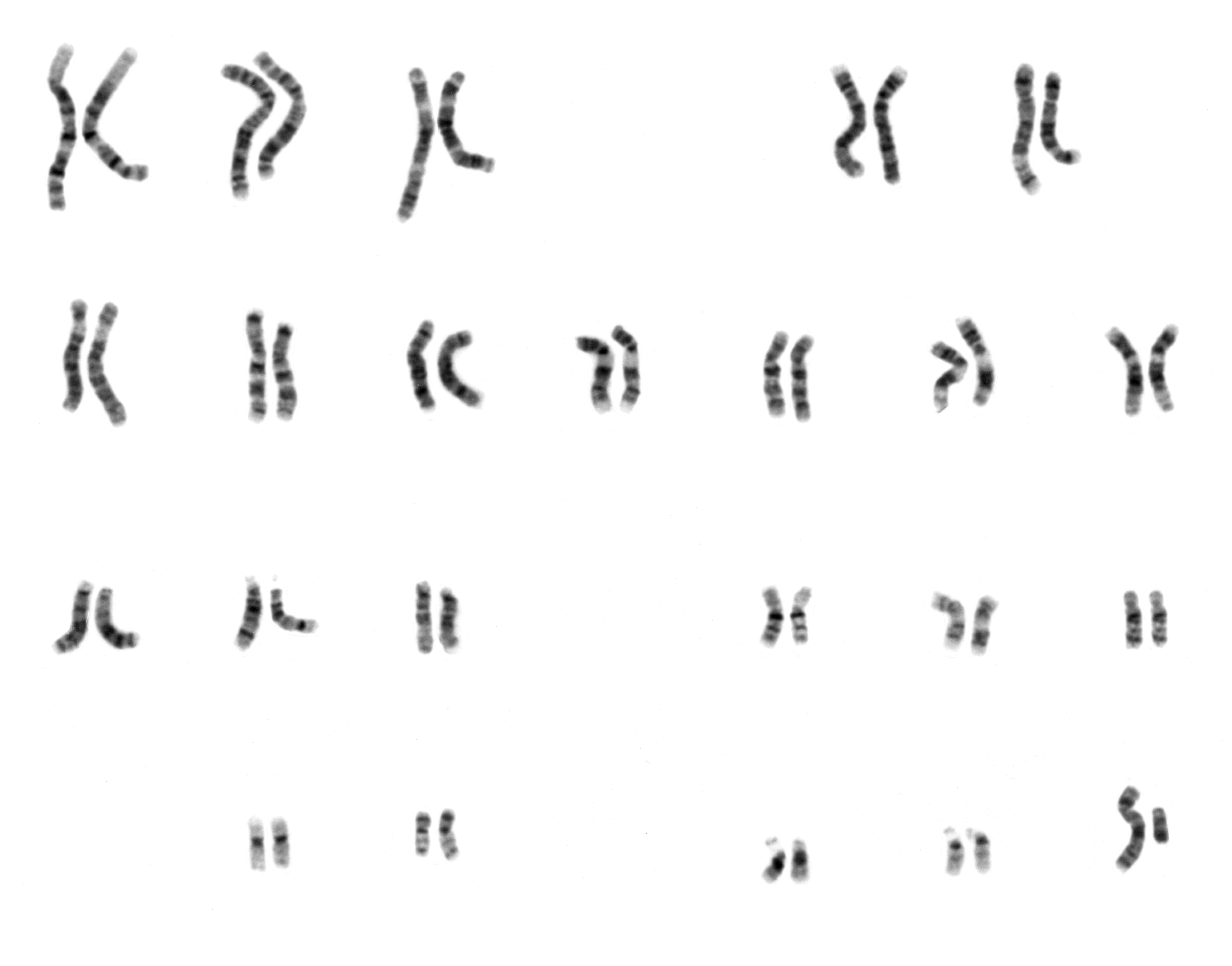
Karyogram van een man, zichtbaar gemaakt door middel van Giemsa-kleuring

Karyogram van een mens. p: de locus bevindt zich op de korte arm van het chromosoom; q wordt gebruikt voor de lange arm.
Het nummer na de letter stelt de positie op de arm voor: bijvoorbeeld: locus 6p21.33 ligt op de korte arm van chromosoom 6 band 21, sub-band 33. De banden zijn zichtbaar onder een microscoop als de chromosomen op een bepaalde manier worden gekleurd. Elke band is genummerd, beginnend met 1 voor de locus die zich het dichtst bij de centromeer bevindt. Sub-banden zijn alleen zichtbaar onder hogere resoluties

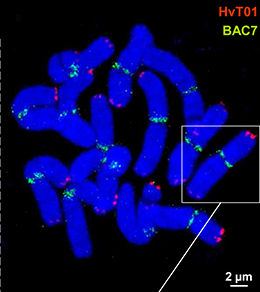
Karyotype van gerst

Het karyotype of karyogram van een organisme is een afbeelding van de chromosomen, zoals deze tijdens een bepaald stadium (metafase) van de celdeling te zien zijn onder een microscoop. Door dit karyogram of karyotype te bestuderen, kunnen grotere chromosoom-afwijkingen, bijvoorbeeld aantal of vorm van de chromosomen, gevonden worden.

## Het vervaardigen van het karyogram
De chromosomen kunnen het best bestudeerd worden tijdens een bepaald moment van de celdeling (meestal de metafase), wanneer de chromosomen verdubbeld zijn en alleen nog bij de centromeer aan elkaar vastzitten. Om dit te bereiken worden meestal witte bloedcellen gekweekt en gestimuleerd om zich te delen. Door chemische bewerkingen worden de celkernen van de delende cellen geïsoleerd. Een hypotone oplossing zorgt ervoor, dat de celkern opzwelt en openbarst, waardoor de chromosomen mooi verspreid gaan liggen, zodat ze te bestuderen zullen zijn. Kleuringen met bijvoorbeeld acridine zorgen voor een typerend bandenpatroon op elk chromosoom. Een behandeling met fluorescerende markers (FISH) zorgt ervoor dat de chromosomen van elkaar te onderscheiden zijn (elk chromosoom kan zijn eigen kleur krijgen).
Met de computer of handmatig worden de afgebeelde chromosomen vervolgens gerangschikt naar grootte. De nummering van de chromosomenparen loopt van groot naar klein. Bij mensen zijn er 22 paren "gewone" chromosomen (autosomen) en één paar geslachtschromosomen. Bij andere diersoorten gaat het meestal ook om meerdere paren autosomen en één of twee geslachtschromosomen.

## Weergave in een formule

Karyogram van een mens met trisomie-21, dat het syndroom van Down veroorzaakt

De term karyotype wordt daarnaast ook gebruikt voor de zeer kort opgeschreven formule die beschrijft hoe bij een bepaald individu het karyogram eruitzag. De formule drukt het aantal chromosomen uit en kan ook eventuele afwijkingen weergeven. Bij mensen zijn in de regel de karyogrammen [46, XX] voor een vrouw en [46, XY] voor een man. Deze geven aan dat een mens 46 chromosomen (23 paar) in elke cel heeft, en dat de geslachtschromosomen bij een vrouw twee X-chromosomen zijn en bij een man een X en een Y-chromosoom. Een vrouw met het syndroom van Down heeft [47, XX, +21], 47 chromosomen waaronder een extra kopie van chromosoom 21, dat dan in totaal in drievoud aanwezig is.
Het karyotype kan daarnaast ook uitgedrukt worden in een formule als 2n=46 (bij een diploïde aantal chromosomen), of bijvoorbeeld 4n=92 (bij een polyploïde aantal chromosomen). Ook wordt meestal het aantal chromosoomarmen (fundamental number, FN) gegeven, bijvoorbeeld FN=56, of het autosomale aantal, FNa.
Een ander voorbeeld wordt gevormd door 46,XX/46,XY, de formule voor de chromosomenset van een chimaera.